# Butterfly Effect (黒崎真音のアルバム)
『Butterfly Effect』（バタフライ・エフェクト）は、日本の歌手・黒崎真音が2011年11月30日にジェネオン・ユニバーサルから発売した1枚目のオリジナルアルバム。

## 内容
前作『五色詠-Immortal Lovers-』から約3ヶ月で発売された、初のオリジナルアルバム。
シングル「Magic∞world」「メモリーズ・ラスト」を含む全13曲入りで、全体として前半で太陽が昇って、後半に向かって沈んでいくイメージで制作された。
タイトルはバタフライ効果を意味し、些細なことで先の出来事が変わる、夢を信じれば大きな夢に発展したり、力が足りない自分でも、より多くの人達に歌を聞かせてあげたい、という思いを集約して命名された。
初回限定盤と通常盤の2形態で発売された。初回限定盤は特製のスリーブ仕様で、「VANISHING POINT」のPVとSHIBUYA AXで撮影された「HELLSING」のプロモーションビデオを収録したDVD、全24ページの写真集と黒崎自身の直筆コメントが付属されたトレーディングカードが同梱された。

## 収録曲
1. 一匹の蝶が羽ばたく瞬間 [1:13]
作曲・編曲：デワヨシアキ
インストゥルメンタル。
2. VANISHING POINT [4:36]
作詞：黒崎真音
作曲・編曲：a2c
今作のリード曲。
3. Magic∞world [4:07]
作詞：黒崎真音
作曲・編曲：井内舞子
1stシングルの表題曲。
4. Emergence! [4:21]
作詞：黒崎真音
作曲・編曲：齋藤真也
5. LOVE◯JETCOASTER [5:15]
作詞：KOTOKO
作曲・編曲：kz
6. SCARS [4:20]
作詞：黒崎真音
作曲・編曲：R・O・N
7. Glanz-沈黙の雪- [4:12]
作詞：黒崎真音
作曲・編曲：R・O・N
8. Lisianthus. [5:29]
作詞：黒崎真音
作曲・編曲：岡部啓一
ストリングスアレンジ：帆足圭吾
9. Baby☆maybe [4:02]
作詞：黒崎真音
作曲・編曲：永谷喬夫
10. ANSWER [5:10]
作詞：黒崎真音
作曲・編曲：井内舞子
1stシングルのカップリング曲。
11. screaming!shouting loudly! [4:45]
作詞：黒崎真音
作曲・編曲：a2c
12. メモリーズ・ラスト [4:08]
作詞：黒崎真音
作曲：中沢伴行
編曲：中沢伴行、尾崎武士
ストリングスアレンジ：井内舞子、中沢伴行
2ndシングルの表題曲。
13. hear.. [5:53]
作詞：黒崎真音
作曲・編曲：デワヨシアキ

## 参加ミュージシャン
- 黒崎真音：Vocal (全曲)

Additional Musician
- デワヨシアキ：Guitar (#13)、Programming (#1,13)
- a2c：Guitar & Programming (#2,11)
- TERRA：Programming (#2,11)
- 井内舞子：Programming & All Other Instruments (#3,10)
- kz：All Instruments & Programming (#5)
- 中沢伴行：Programming & All Other Instruments (#12)
- チャーリー田中：Guitar (#3,10)
- R・O・N：Guitar & Programming & All Other Instruments (#6,7)
- 山本陽介：Guitar (#4)
- 後藤貴徳：Guitar (#8)
- 永谷喬夫：Guitar & Programming & All Other Instruments (#9)
- 尾崎武士：Guitar (#12)
- 斎藤真也：Keyboards & Programming (#4)
- 川島弘光：Bass (#6)
- 石濱翔：Bass (#8)
- Blanka：Bass (#13)
- Ryo Yamagata：Drums (#6)
- スモール・ストーンズ・ストリングス：Strings (#12)
- 村田泰子ストリングス：Strings (#13)

## タイアップ
- Windows 2000/XP専用ゲームソフト『LEGEND of CHUSEN 2 -新世界-』世界格闘大会日本代表テーマソング (#2)
- 独立放送局・MBSテレビ系アニメシャワー第1部アニメ『とある魔術の禁書目録II』前期エンディングテーマ (#3)
- OVA『HELLSING IX』エンディングテーマ (#6)
- PlayStation Portable専用ゲームソフト『とある魔術の禁書目録』オープニングテーマ (#10)
- 独立放送局・MBSテレビ系アニメシャワー第1部アニメ『とある魔術の禁書目録II』後期エンディングテーマ (#12)